# カイト (嵐の曲)
『カイト』は、日本の男性アイドルグループ・嵐の通算58枚目となるシングル。2020年7月29日にジェイ・ストームから発売された。

## 背景とリリース
初回限定盤DVD / Blu-ray・通常盤・嵐ファンクラブ会員限定盤の4形態で発売。
初回限定盤はLPサイズ スペシャルジャケット仕様となっており、16P特大歌詞ブックレットが封入されている。
嵐ファンクラブ会員限定盤はファンに長年の感謝を込め数量限定で発売され、「2020嵐と東京の空」をテーマに各メンバーそれぞれ、そして嵐5人で東京都内でロケ撮影をし、その様子を収めた56Pの上製本スペシャル仕様となっている。嵐として最後のCDシングルとなった。

## 制作
表題曲は米津玄師が作詞・作曲を手掛けた。制作風景、米津による対話の模様は『第70回NHK紅白歌合戦』（NHK）で放送された。
以下米津からのコメント。原文ママ。
「この『カイト』という曲を作るにあたって、いろんなことを考えましたが、その内の大きな一つが、今の自分は誰かに生かされたということでした。自分の身の回りにいる人間や、遠くで自分に影響を与えてくださったたくさんの方々。その全てにちょっとずつ、ちょっとずつ許されながら『お前は、ここで生きてきていいんだ』と、そういう風に許されながら生きてきたのが、今の自分だと思っていて、そういうことを考えていました。日々、漫然と生きていると忘れがちになってしまいますが、決して忘れてはいけないことだと、自分も戒めるような気持ちで作りました。とてもいい曲になったと思います。この曲を作るきっかけを与えてくださったたくさんの方々、並びに嵐の皆さんに、感謝の気持ちを述べたいと思います。本当にありがとうございます。」
メンバーの大野智が描いた絵画が各仕様のジャケット写真に写っている。

## チャート成績
初週91.1万枚を売り上げ、2020年8月10日付（集計期間：同年7月27日 - 8月2日）の「オリコン週間シングルランキング」で初登場1位を獲得。これで47作連続・通算54作目の同ランキング1位獲得となった。また、シングルの初週売上91.1万枚は2013年3月18日付で『Calling/Breathless』が記録した75.6万枚を上回り自己最高を更新。さらに、同ランキング初登場から5週目で累積売上が111.7万枚となり、自身初のシングルミリオンを達成した。

## 収録トラック

### CD
※「Journey to Harmony」以降、通常盤のみ収録。同曲のオリジナル・カラオケは未収録。
1. 「カイト」- 4:43
  - 作詞・作曲・編曲：米津玄師
  - オーケストラ編曲：坂東祐大
  - NHK2020ソング
2. 「Journey to Harmony」 - 5:29
  - 作詞：岡田惠和
  - 作曲・編曲：菅野よう子
  - 天皇陛下御即位奉祝曲「Ray of Water」第3楽章
3. 「Sounds of Joy」 - 4:17
  - 作詞：Funk Uchino
  - 作曲：川口進・Andreas Ohrn・Henrik Smith・佐原康太
  - 編曲：石塚知生
4. 「僕らの日々」 - 4:13
  - 作詞・作曲：Nai-T
  - 編曲：佐々木博史
5. 「カイト」（オリジナル・カラオケ）
6. 「Sounds of Joy」（オリジナル・カラオケ）
7. 「僕らの日々」（オリジナル・カラオケ）

### DVD/Blu-ray
※初回限定盤DVD/Blu-rayのみ
1. 「カイト」（ビデオ・クリップ）
2. 「カイト」（メイキング）

## 収録アルバム
- This is 嵐（#1）
- ウラ嵐BEST 2016-2020（通常盤#3 ,4）

## 映像作品
カイト
- アラフェス2020 at 国立競技場
- This is 嵐 LIVE 2020.12.31

## 初公開
2019年12月31日放送の『第70回NHK紅白歌合戦』（NHK）で、同年11月30日に完成したばかりの新しい国立競技場で収録した歌唱映像を放送する形で初めて公開された。

## みんなのうた
2020年2月 - 3月に、NHKの『みんなのうた』で放送。映像は上記の国立競技場で収録した実写映像が使用された。さらに、直後の4月 - 5月の放送では加藤久仁生が制作したアニメーションの映像が放送された。
嵐におけるNHKの『みんなのうた』の出演は、2013年4月・5月に放送された「ふるさと」以来、およそ7年ぶり2回目である。